# Бугульминский 319-й пехотный полк
319-й пехотный Бугульминский полк — пехотная воинская часть Русской императорской армии второй очереди. Сформирован для участия в Первой мировой войне.

## История
18 июля 1914 года от 179-го пехотного Усть-Двинского полка, расквартированного в Сызрани, отделили кадр в составе 19 офицеров и 280 нижних чинов на формирование второочередного 319-го пехотного Бугульминского полка 80-й пехотной дивизии.
Отличился 2 (15) июля 1916 года, в день начала 1-го Ковельского сражения:

В XXX армейском корпусе взято 5 орудий, причем особенно отличился 319-й пехотный Бугульминский полк, взявший целиком 31-й венгерский полк.— Новое время: войны и сражения

## Командиры полка
- 16.07.1914-хх.хх.хххх — полковник Зельцер, Роман Петрович
- 05.07.1915-после 01.08.1916 — полковник Алексеев, Владимир Фёдорович

## Знамя
- Простое знамя образца 1900 года (пожаловано в 1904 году 283-му пехотному Бугульминскому полку[1]). Кайма белая, шитье золотое. Навершие образца 1857 (армейское). Древко белое. Икона лицевой стороны — Спас Нерукотворный.